# Alina Ibraguimova
Pour les articles homonymes, voir Ibraguimova.
Alina Rinatovna Ibraguimova (en russe : Алина Ринатовна Ибрагимова), née le 28 septembre 1985 à Polevskoï (oblast de Sverdlovsk), est une violoniste russe.

## Biographie
Née dans une famille de musiciens, elle commence l'apprentissage du violon à l'âge de quatre ans, puis entre à l'Académie Gnessine à Moscou, où elle étudie avec Valentina Korolkova. À six ans, elle débute en public (notamment avec l'orchestre du Bolchoï). En 1996, son père obtient le poste de premier contrebassiste du London Symphony Orchestra, et la famille part s'installer au Royaume-Uni. Alina y poursuit ses études à l'École Yehudi Menuhin (où sa mère devient également professeur de violon) avec Natacha Boïarskaïa.
En décembre 1998, elle interprète, avec la violoniste Nicola Benedetti, lors de la cérémonie des 50 ans de la Déclaration universelle des droits de l'homme à l'UNESCO à Paris, le Double concerto de Bach sous la direction de Yehudi Menuhin. Trois mois plus tard, après la mort de celui-ci, elle en rejoua le mouvement lent lors de ses funérailles à l'Abbaye de Westminster.
Elle étudie ensuite à la Guildhall School, puis au Royal College of Music avec Gordan Nikolitch. Elle y fonde alors, avec d'autres élèves, un quatuor à cordes  sur instruments anciens, nommé « Chiaroscuro Quartet (de) ».
Elle remporte plusieurs grandes compétitions internationales, qui lancent sa carrière de soliste, et se fait surtout remarquer lors de son exécution en 2005 du second concerto pour violon de Mozart au Mozarteum de Salzbourg. Elle est depuis l'invitée régulière de nombreux orchestres à travers le monde.
Ibraguimova joue sur un violon de 1738 du luthier vénitien Pietro Guarneri.